# Parque Nacional das Cascatas do Norte

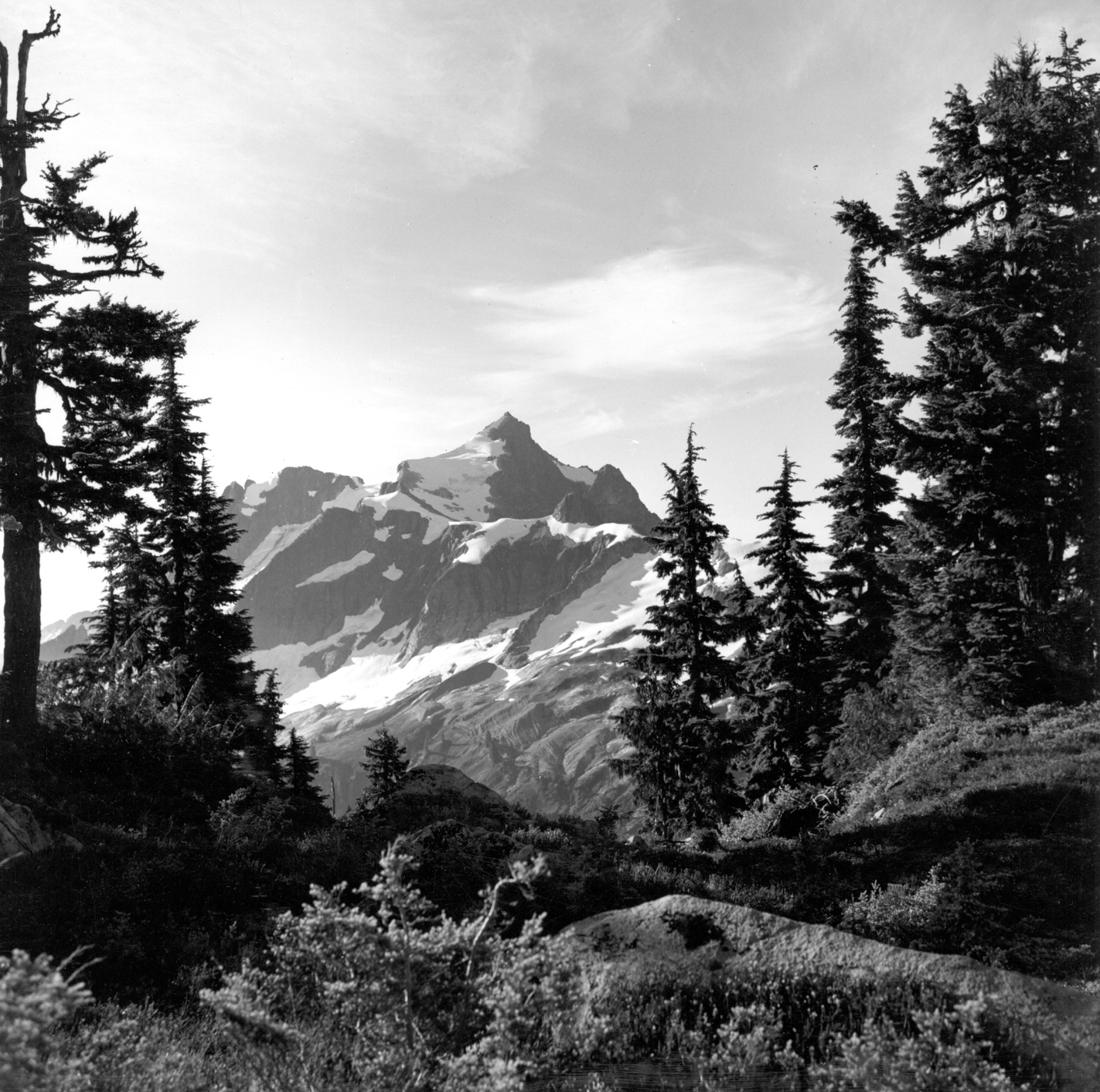
Monte Despair, Parque Nacional North Cascades, 1967

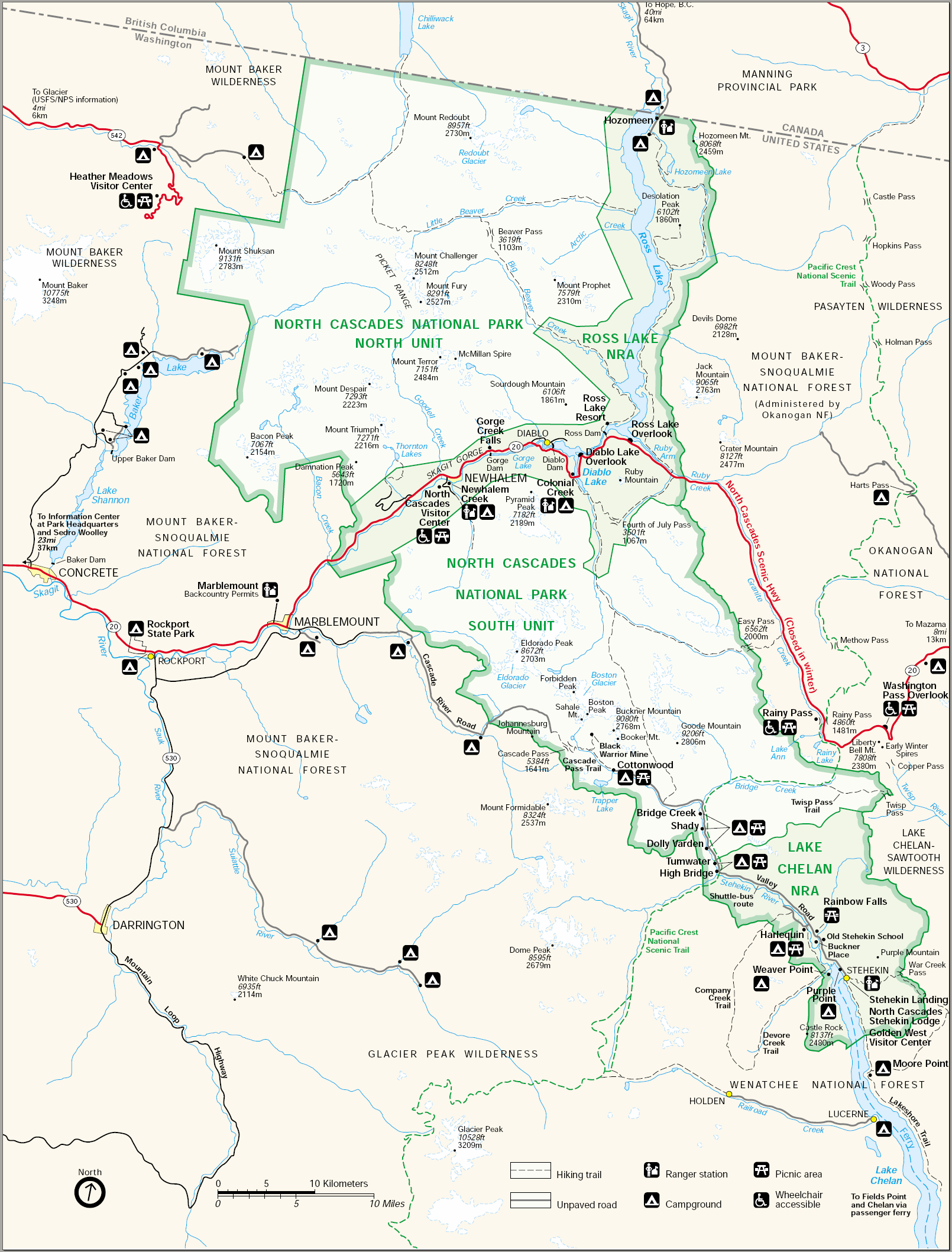
Mapa do Parque Nacional North Cascades

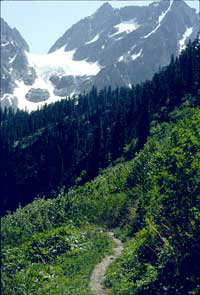
Vista de Magic Mountain desde o caminho de Cascade Pass.

O Parque Nacional North Cascades (em inglês:  North Cascades National Park) é um parque nacional dos Estados Unidos, situado no estado de Washington. Criado em 2 de outubro de 1968, o parque inclui 2 772 km² da Cordilheira das Cascatas divididos entre quatro áreas distintas ainda que adjacentes.
Destacam-se os seus 318 glaciares com uma área total de 117 km² (Post et al., 1971) e a sua fauna, que inclui o urso-pardo, o lince, o alce e muitas outras espécies raras.

## Geminação com o Parque Nacional da Peneda-Gerês
Em 2019 o Parque Nacional da Peneda-Gerês geminou-se com o Parque Nacional das Cascatas do Norte. A parceria, que permitirá trocar experiências e conhecimentos na área da conservação e do ambiente foi assinado em Lisboa entre o ICNF e a responsável do Parque Nacional North Cascades.
É a primeira geminação entre um parque nacional dos Estados Unidos e um área protegida em Portugal, e o objetivo é "trocar experiências e conhecimentos", de forma a otimizar a preservação ambiental e a conservação das espécies nas duas áreas protegidas de ambos os lados do Atlântico.